# Lovre Borčić
Lovre (Lovro) Borčić (Split, 12. siječnja 1845. − Trst, 7. rujna 1911.)  je bio hrvatski političar, pedagog, prosvjetni dužnosnik i profesor matematike i fizike.

## Životopis
Rodio se je u Splitu 1845. godine. U rodnom gradu pohađao je osnovnu i srednju školu. U Beču je završio studij matematike i fizike. Zaposlio se je kao profesor matematike i fizike u splitskoj realnoj gimnaziji 1864. godine gdje je bio suplentom (kad je u svojstvu suplenta 24. prosinca 1864. došao u realku, 27. prosinca kao gimnazijski suplent primljen je dominikanac o. Jordan Zaninović) i poslije stalnim profesorom do 1873. godine. Potom je jedno vrijeme radio u Šibeniku na nižoj realci te upraviteljem ženske preparandije u Dubrovniku do 1875. godine. Od 1875. do 1877. privremenim je upraviteljem Velike realke i pomorske škole. Od tada je na dužnosti ravnatelja splitske Realke sve do odlaska u mirovinu 1899. godine.
Jedan je od nositelja hrvatskog narodnog preporoda u Splitu. Zbog svojih hrvatskih stavova bio je metom bezobzirnih autonomaša. 6. travnja 1880. autonomaški plaćenici, grupa od „četrdeset janjičara“  dogovorila je napade na hrvatske prvake u Splitu. Napad na Gaju Bulata osujećen je, pa su se iskalili na Borčiću. Poslijepodne 14. travnja nasrnuli su Lovru Borčića dok je sa suprugom šetao put Poljuda. 
Autonomaši su svim silama pokušavali spriječiti hrvatsku proslavu koju su Splićani htjeli održati 11. travnja. Autonomaši su u svojim tiskovinama pisali da je to proslava koju „hrvatska mafija“ (maffia croata) priprema. Gradonačelnik Bajamonti uspio je spriječiti najavljenu proslavu, ali se ona ipak održala iduće nedjelje 18. travnja. Svečani sobet počeo je rano poslije podne u Slavjanskom napredku, kojem je Lovre Borčić bio predsjednik. Pribivali su brojni uzvanici. Među njima načelnici općina Splitskog kotara, Mihovil Pavlinović, zastupnik, Juraj Biankini, urednik Narodnog lista. Govore su održali: dr. Ivan Mangjer, predsjednik Slavjanskog napredka Lovro Borčić, ravnatelj Realne gimnazije, dr. Cega, Petar Tartalja, pravnik Jurić. Navečer je priređena predstava, a zatim ples. Iste večeri došlo je do teškog incidenta u Velom varošu pokraj Crkve sv. Križa. Dvadesetak „iredentovskih lopova“ dočekalo je „četiri hrvatska varošana“ i žestoko ih napalo. Bilo je više ozlijeđenih, a jedan od Bajamontijevih plaćenika ostao je ležati smrtno ranjen.
Kad je hrvatska stranka pobijedila u Splitu 1882., postao je gradskim vijećnikom. 1886. se je suprotstavio zaključku Dalmatinskog sabora koji je htio realke postupno preobraziti u teorijsko-praktične obrtne škole. Sljedeće je godine postao zastupnikom u tom istom saboru. Bio je zastupnikom Splita u Beču u Carevinskom vijeću. Zalagao se da se Dalmacija sjedini s ostatkom Hrvatske. Znajući važnost željeznica za gospodarski razvitak i političko jedinstvo naroda, zalagao se za izgradnju željezničke pruge Split - Zagreb.
Napisao je djelo: Načela fizike osnovane na temelju uzdržavanja sile, 1875.